# Hardin County, Tennessee
Hardin County är ett administrativt område i delstaten Tennessee i USA. Området uppkallades efter Joseph Hardin, en tidigare territoriallagstiftare och lagstiftare i North Carolina. År 2010 hade staden 26 026 invånare. Invånarantalet uppskattades till 25 930 i 2005 års Census Estimate Hardin Countys residensstad, samt största stad, är Savannah.

## Geografi
Enligt United States Census Bureau har Hardin County en total yta som uppgår till 1544 kvadratkilometer (596 kvadratmile) av vilka 1497 kvadratkilometer (578 kvadratmile) är land och 48 kvadratkilometer (18 kvadratmile, 3,09 procent) är vatten.

### Parker och fritidsområden
- Shiloh National Military Park
- Pickwick Landing State Park
- Ross Creek Landing State Park

### Angränsande counties
- Decatur County (norr)
- Wayne County (öst)
- Lauderdale County, Alabama (sydöst)
- Tishomingo County (syd)
- McNairy County (väst)
- Chester County (nordväst)
- Henderson County (nord-nordväst)

Under elva dagar från Hardin Countys första grundande november 1819 sträckte sig områdets gränser från Wayne County i väst till Mississippifloden i öst. Grundandet av Shelby County och andra countyn förminskade Hardin Countys storlek till det nådde sina nuvarande gränser.

## Befolkning

Ålderspyramid över Hardin Countys befolkning

Enligt folkräkningen  2000 fanns det 25 578 personer, 10 426 hushåll och 7 444 familjer som bodde i Hardin County. Folktätheten var 17 per kvadratkilometer (44 personer per kvadratmile). Det fanns 12 807 "husenheter" med en genomsnittstäthet på 9 per kvadratkilometer (22 per kvadratmile).